# Banyar
Banyar és una confederació tribal del Iemen, que vivia a cavall entre el territori de Beihan i el Iemen del Nord, formada pels Banu Amir, Banu Yub (o Ayyub), Al-Azzan, i Al-Umar. El seu territori se situa al nord dels Awdhila (Awdhali en singular), a la comarca coneguda per Dahir, i també als districtes de Markha i del Wadi Marfart (conegut sovint com a Wadi Banyar). La confederació va pertànyer al soldanat de Rassas o Al-Rassas amb seu a Miswara o Meswara. La seva capital és Al-Baydha o Al-Bayda. Estan governats per un akil que resideix a aquesta ciutat i que exerceix una certa sobirania sobre l'akil dels Banu Yub, que resideix al nord, a Al-Farsha. A les inscripcions antigues el territori és anomenat Mdhy, del que deriva el seu nom la tribu madhhidj al Beihan.